# Романов, Анатолий Николаевич
Анато́лий Никола́евич Рома́нов (род. 1942) — советский и российский экономист, доктор экономических наук, профессор, ректор ВЗФЭИ. Автор более 160 научных, учебных и практических работ, в том числе свыше 40 монографий, учебников и учебных пособий.

## Биография
Родился 15 мая 1942 года в городе Армавире Краснодарского края.

### Образование
Окончил техническое училище № 14 в Москве (1961), затем — Московский экономико-статистический институт (МЭСИ, ныне Московский государственный университет экономики, статистики и информатики по специальности: организация машинной обработки экономической информации (1967). Кандидат экономических наук (1971), старший научный сотрудник (1974), доцент (1977), доктор экономических наук (1984), профессор (1985).

### Профессиональная деятельность
В 1961—1962 годах работал радиомехаником телевизионного ателье № 15 (Москва).
В 1966—1975 годах работал в Отраслевой научно-исследовательской лаборатории (ОНИЛ) МЭСИ; в 1975—1983 годах — старший преподаватель, доцент, заведующий кафедрой Организации машинной обработки экономической информации МЭСИ; в 1983—1986 годах — заведующий кафедрой Автоматизации обработки экономической информации МЭСИ.
С 1986 по 2011 годы был ректором Всесоюзного, с 1993 года — Всероссийского заочного финансово-экономического института (ВЗФЭИ, ныне Финансовый университет при Правительстве Российской Федерации). С 2011 года по настоящее[уточнить] время — научный руководитель Финансового университета при Правительстве Российской Федерации.
Под его руководством защищены 33 кандидатские и докторские диссертации.
А. Н. Романов — действительный член пяти российских и международных академий, президент Института профессиональных бухгалтеров России, вице-президент Российской академии естественных наук, председатель Попечительского совета Некоммерческого партнёрства «Институт социально-экономического развития Центрального федерального округа» (ИНСЭР).

## Награды и звания
- Памятные медали Международной академии наук о природе и обществе «За заслуги в деле возрождения науки и экономики России» — награждён за цикл книг по рыночной экономике в 1996 и 1998 годах.
- Медали «Ветеран труда» (1989) и «В память 850-летия Москвы» (1997).
- Звание «Заслуженный деятель науки Российской Федерации» присвоено за развитие научной и учебно-методической работы в экономических вузах России (1998).[1]
- Звание «Почётный работник высшего профессионального образования Российской Федерации»
- Серебряная медаль В. И. Вернадского, почётное звание и знак «Рыцарь науки и искусств» — за большой вклад в педагогическую деятельность и пропаганду научных знаний награждён Президиумом РАЕН (2000).
- Победитель Московского и Российского конкурсов «Менеджер года» 2000.
- Почётные грамоты Министерства высшего и среднего специального образования, Министерства финансов и Госкомстата РФ, многие почётные дипломы.
- Орден Почёта — за достигнутые трудовые успехи и многолетнюю плодотворную работу награждён 29 июля 2002 года указом президента Российской Федерации Путиным В. В. «О награждении государственными наградами Российской Федерации».
- Премия Правительства Российской Федерации за 2003 год — присуждена 15 декабря 2004 года после рассмотрения предложения Межведомственного совета по присуждению премий Правительства Российской Федерации в области образования Правительством Российской Федерации.
- Орден Дружбы (26 ноября 2011 год) — за заслуги в области образования и многолетнюю плодотворную деятельность.[2]